# 4-(1-pirrolidinil)-piperidina
La 4-(1-pirrolidinil)-piperidina es un compuesto orgánico de fórmula molecular C9H18N2. Su estructura química contiene un anillo de pirrolidina y uno de piperidina; es una diamina con un grupo amino terciario —en el anillo de pirrolidina— y uno secundario —en el de piperidina.

## Características físicas y químicas
A temperatura ambiente, la 4-(1-pirrolidinil)-piperidina es un sólido que puede presentarse como polvo o cristales de color blanco. Tiene su punto de fusión a 56 °C —valor experimental—, mientras que su punto de ebullición es a 230 °C —valor teórico.
De igual densidad que el agua (ρ = 1,0 g/cm³), es poco soluble en ésta, en proporción aproximada de 71 g/L. El valor del logaritmo de su coeficiente de reparto, logP = 0,96, evidencia que su solubilidad es mayor en disolventes apolares como el 1-octanol que en agua.
Esta sustancia es incompatible con agentes oxidantes fuertes y con dióxido de carbono.

## Síntesis y usos
La 4-(1-pirrolidinil)-piperidina se puede sintetizar a partir de 1-boc-4-piperidona o también a partir de N-bencil-4-piperidona.
Esta diamina ha sido utilizada para la síntesis de bromuros con anillos de pirrolidina y piperidina.
Asimismo, forma complejos de tipo Hoffmann, habiéndose estudiado los complejos [M(4-pypp)2Ni(CN)4], donde M = Ni o Co, y pypp son las siglas de la 4-(1-pirrolidinil)-piperidina.
En biología, la 4-(1-pirrolidinil)-piperidina se ha empleado como reactivo en la síntesis de ligandos pequeños para proteínas unidas a metil-lisina, siendo dichas proteínas importantes componentes de la regulación epigenética; también para elaborar moléculas que restauran la E-cadherina, que limita la proliferación de células de carcinoma colorrectal. Otro uso biológico de esta amina es en síntesis de inhibidores IKKβ, compuestos relacionados con un pequeño grupo de factores de transcripción (proteínas denominadas NF-κB) que juegan un papel importante en la regulación de respuestas inflamatorias, inmunes y apoptóticas.
Por otra parte, se han sintetizado e investigado nuevos análogos de la 4-(1-pirrolidinil)-piperidina capaces de regular el nivel de glucosa en el plasma sanguíneo.

## Precauciones
La 4-(1-pirrolidinil)-piperidina es una sustancia corrosiva e irritante. Su contacto puede ocasionar quemaduras severas en la piel y en los ojos.